# 森永製菓
森永製菓株式会社（もりながせいか、英: Morinaga & Co., Ltd.）は、東京都港区に本社を置く日本の大手菓子製造業者。森永乳業とは兄弟会社の関係で、モリナガグループを形成している。コーポレートメッセージは「おいしく たのしく すこやかに」。

## 概説
1899年（明治32年）に創立された、当時洋菓子と言われていたキャラメルなどを製造している老舗メーカーである。トレードマークに「エンゼル」が使用されている。

### ロゴについて
社名ロゴは、「永」の上の「丶」が「一」になっている旧字体を使用している。実はロゴだけではなく、同じ社の商品に記されている「森永製菓（株）お客様相談室」の一文や製造者の欄にも同じ旧字体が使用されている。1986年（昭和61年）7月に実施されたCIの変更までは、社名ロゴの「株式会社」の「社」も「礻」が「示」の旧字体を用い、「会」も1960年代中期まで旧字体の「會」を使用した。ただし、登記上の商号は旧字体を使用していない「森永製菓株式会社」である。これは森永乳業なども同様である。
英文ロゴも、1949年4月から1974年3月までは筆記体に近いタイプの「morinaga」を使用していたが、1974年4月から1986年6月までは、やや横長のゴシック体の大文字で「MORINAGA」に変更された。1986年7月より現在のエンゼルマークに変更されるとともに字体も変更、エンゼルマークとのセット表記となり、マークの下に「MORINAGA」と表記されている（製品などによってはエンゼルマークの横に表記される場合もある）。

### 明治との関係
「明治グループ」は、かつて森永と同様に「乳業」と「製菓」があり、設立時期が近く、製菓と乳業の2部門間は歴史的に似た経緯があり、かつ似た商品構成であるため、業績面でよく比較される。明治グループは2011年（平成23年）4月に事業再編を行い、明治製菓の食品部門（OTC医薬品を含む）が株式会社 明治（旧明治乳業）に統合され、医療用医薬品部門だけが残った明治製菓がMeiji Seika ファルマと改称された。

### 江崎グリコとの関係
また、江崎グリコと森永も業績面で比較されることが珍しくない。森永と江崎グリコは共に創業者が佐賀県（旧肥前国）出身であること、佐賀県に子会社や製造工場を構えていること、キャラメル・アイスクリーム・乳製品など主力商品面で競合関係にあることなどの共通点が見られる。江崎グリコも2015年（平成27年）までは森永と同様に製菓と乳業で分社化していた。
2018年（平成30年）には佐賀駅南側に、森永製菓創業者・森永太一郎と、江崎グリコ創業者・江崎利一の等身大の銅像が並んで建てられた。森永太一郎の銅像は森永ミルクキャラメルを、江崎利一の銅像はグリコキャラメルをそれぞれ手に持っている。

### 森永乳業との経営統合報道
2017年2月24日に、兄弟会社である森永乳業との間で2018年4月をめどに持株会社形態で経営統合すると日本経済新聞により報じられた。仮に経営統合が実現すれば明治グループに次ぐ規模の総合製菓・乳業メーカーとなるところであったが、1か月後に森永乳業との経営統合は沙汰止みとなってしまった。
その後、2019年7月16日に共同通信が「森永乳業が森永製菓との経営統合を視野に諮問委員会の導入を検討している」と報じた。森永製菓は即日、「経営統合や諮問委員会の導入を検討している事実はない」と発表した。

## 特色
ビスケットやソフトキャンディーの製造、販売を基幹とする。森永ビスケットシリーズは知名度のある売上の高い商品、特にマリーやムーンライト、チョイスは基幹商品。ハイチュウはキャラメルの技術を活かした他社の追従を許さない森永の売れ筋商品。グレープ味は一番人気。次にキョロちゃんで知られる「チョコボール」は、子供を中心に人気である。なかでも「チョコボール」シリーズを買い、一定の条件を満たした応募者全員に贈られる「おもちゃのカンヅメ」キャンペーンは、菓子会社の懸賞の中でも歴史が古い。

## その他
戦後日本で、女性が男性にチョコレートを贈るといったバレンタインの習慣が広まった起源のひとつに森永製菓の宣伝がきっかけとなった説がある。詳しくはバレンタインデーを参照。

## 主な製品
（現在）
※現在発売中の製品全てについては商品カタログを参照のこと。
※部署の特別表記がない場合、すべて菓子事業部が担当している。

### チョコレート

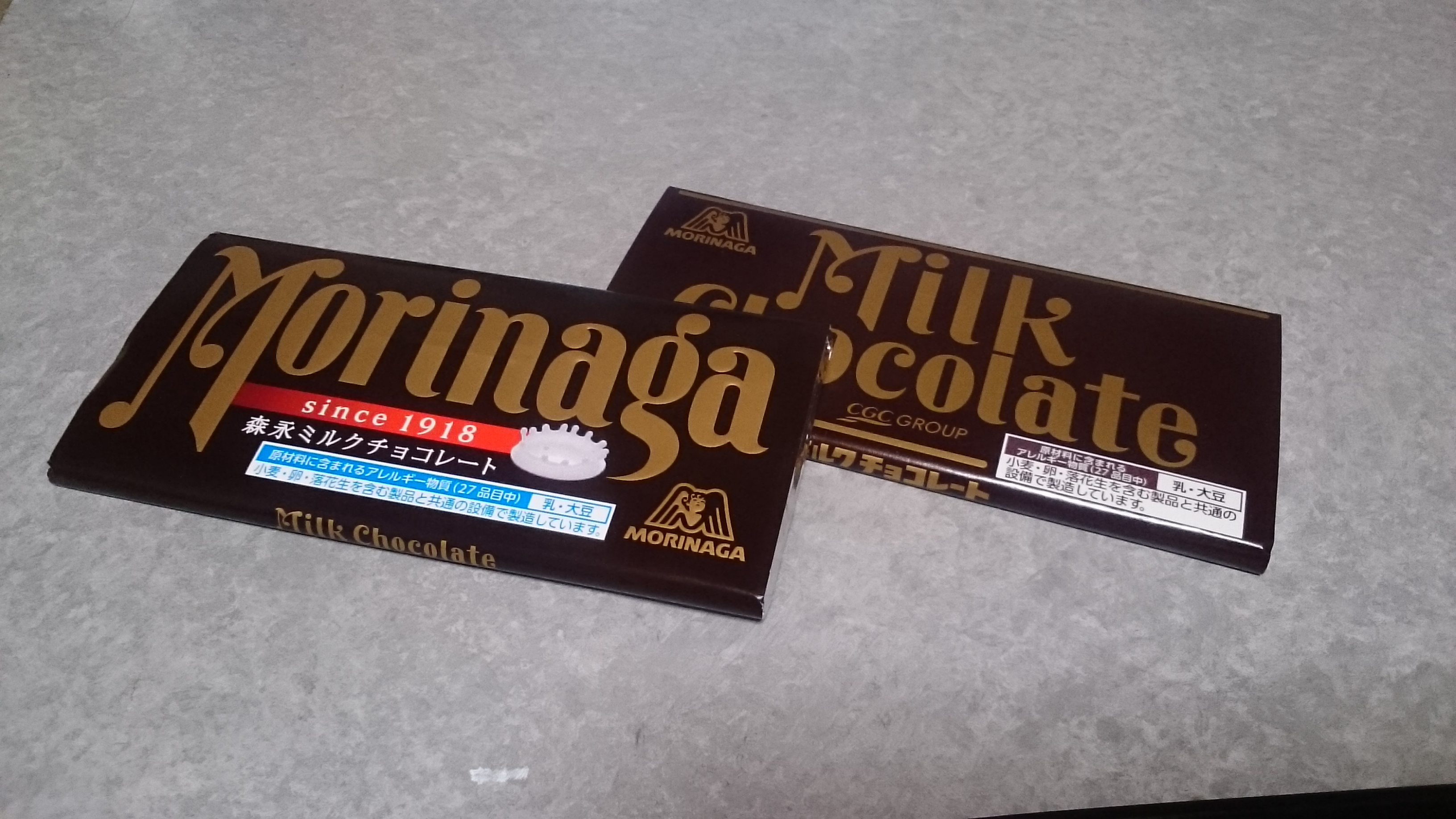
森永ミルクチョコレート

- 森永ミルクチョコレート

### ビスケット／パイ菓子
- 森永ビスケットシリーズ
  - マリー - マリー・アントワネットが宮殿で初めて高級ビスケットを作らせ、自分の名マリーと名付けて常に愛用した伝から創業者が命名[6]
  - ムーンライト
  - チョコチップクッキー
- エンゼルパイシリーズ
- マンナシリーズ - 『旧約聖書』でイスラエル人がエジプト脱出後荒野で神から与えられた食物と言われる「マンナ（マナ）」に由来[6]
- パックンチョシリーズ

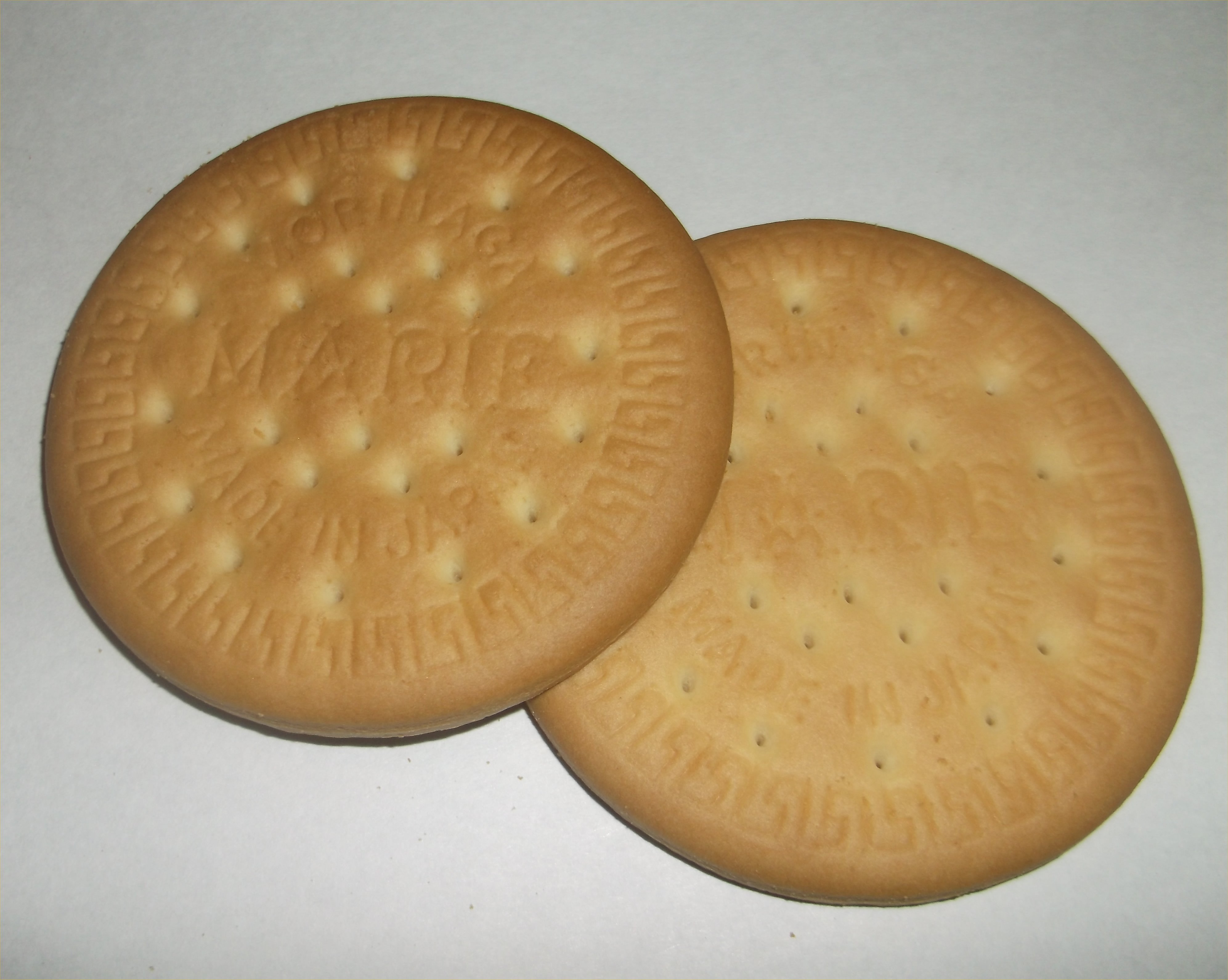
マリー
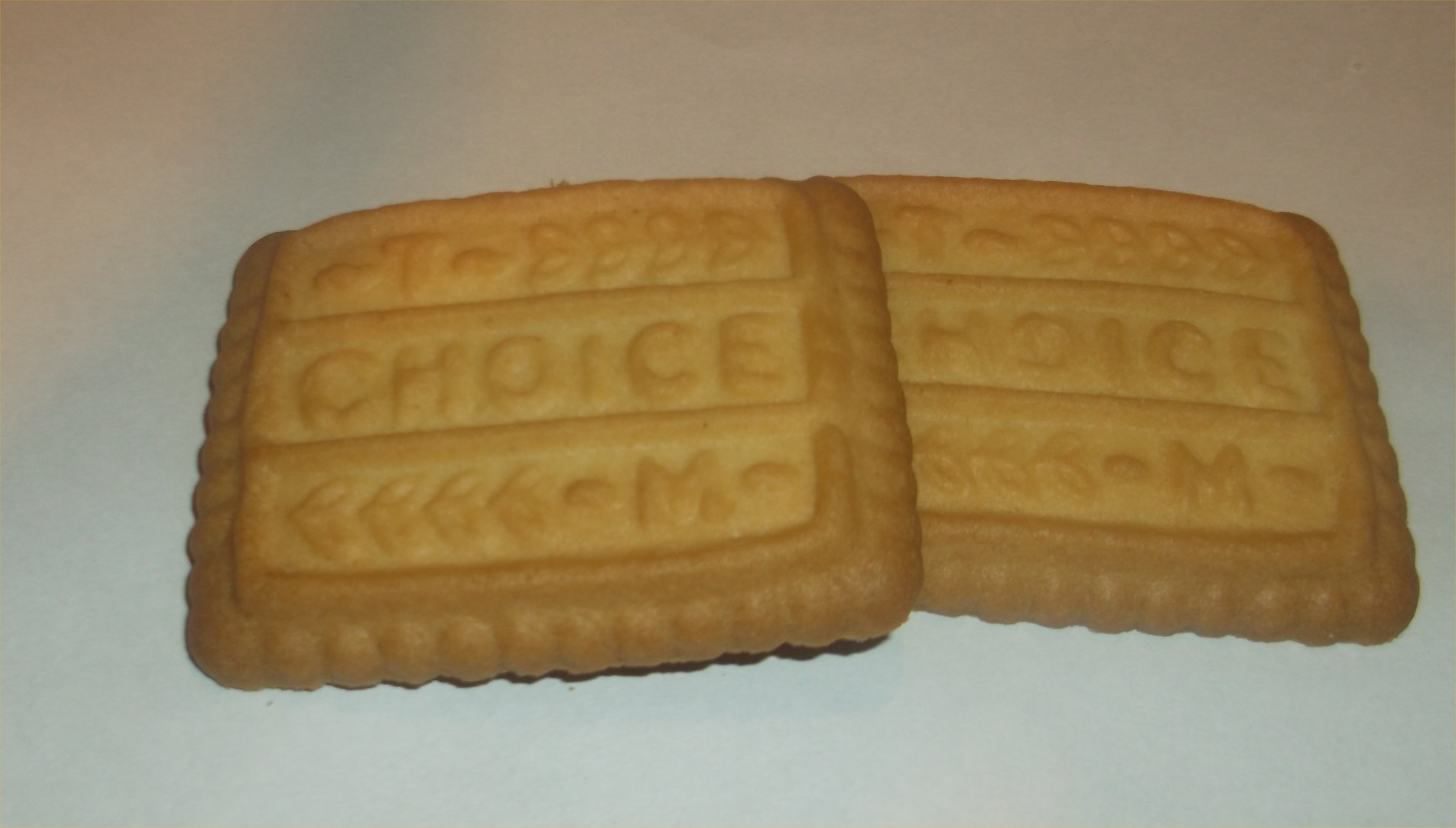
チョイス
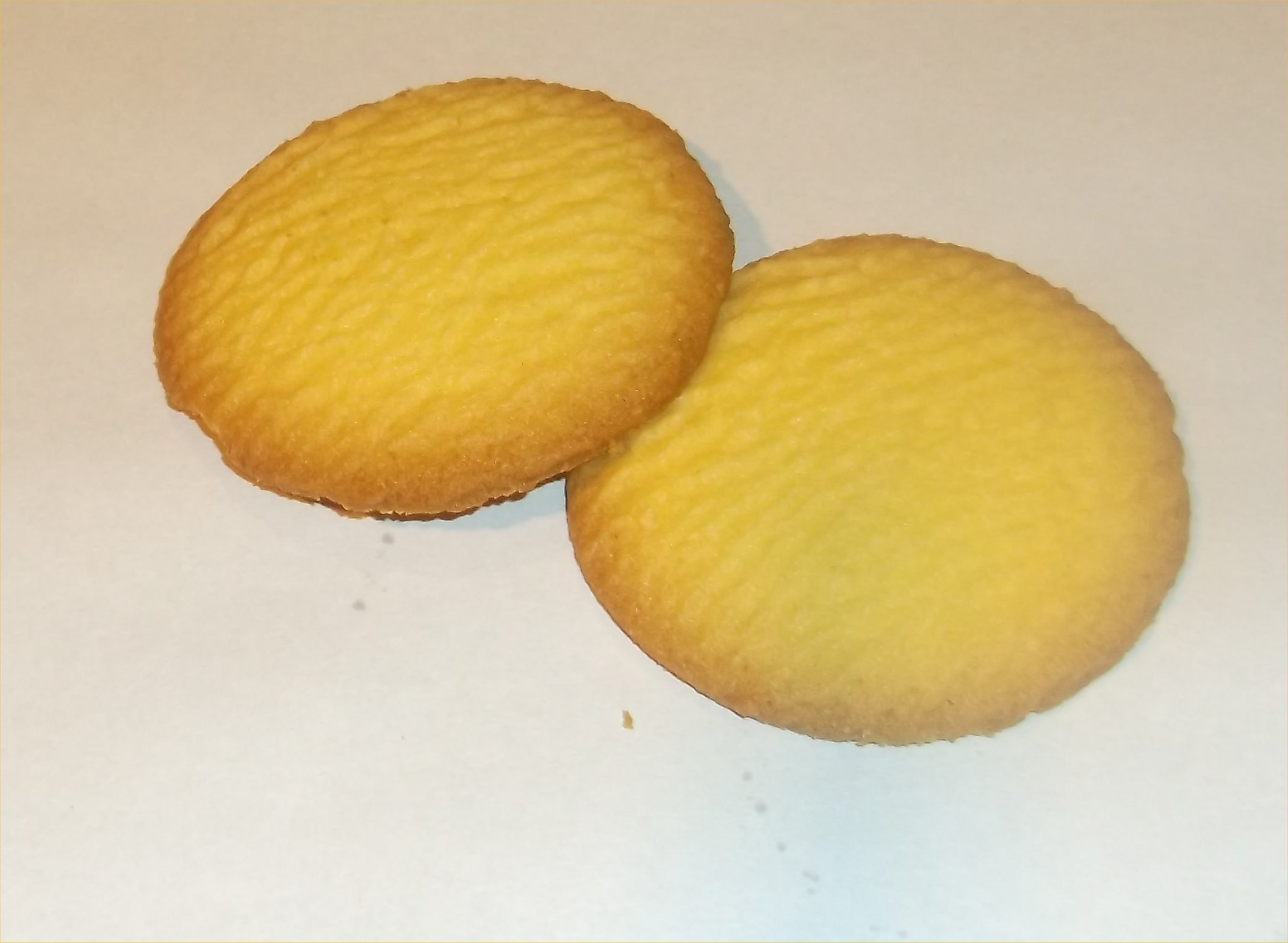
ムーンライト

### スナック
- おっとっとシリーズ
- ポテロング

### キャラメル
- 森永ミルクキャラメルシリーズ

### キャンディ
- ハイチュウシリーズ
- サンキストタブレット
- ヴェルタース オリジナル
- PEZ
- inのど飴 - 機能性表示食品。[7]

### ケーキミックス
食品事業部が担当。
- ホットケーキミックス
- モントン - 花王から譲渡された。商標は引き続き花王が保有している。

### アイス
冷菓事業部が担当。

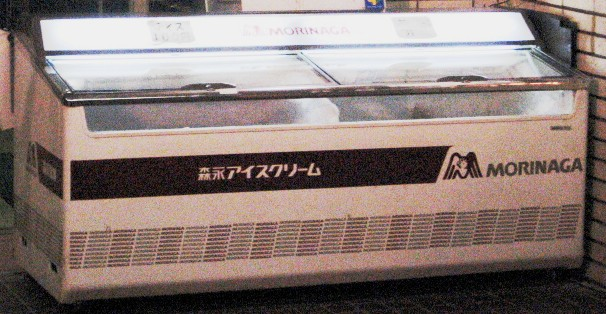
森永アイスクリームの販売用ケース（陳列台、エンゼルマーク入り、2007年）

- チョコモナカジャンボ、バニラモナカジャンボ
- ICE BOX

### 飲料
食品事業部が担当。
ココア
- ミルクココア
- ティナ - 東北地方限定発売
- 森永甘酒

### 健康・美容
ウイダー
ウイダー事業本部が担当 - 製品CMに出演している太田雄貴も同事業部に在籍していた。現時点でウイダー社との契約は2030年までとなっている
- inゼリー（旧ウイダーinゼリー）

美容
ヘルスケア事業部が担当。「天使の健康」ブランドの健康補助食品を製造販売している - 通信販売のみ。

### その他
- にがいのとんでけ - 服薬用チョコレート、2015年11月発売、通信販売『天使の健康』で販売[9]

### キャラクター商品
- キョロちゃんシリーズ
- パックンチョ - ディズニーキャラクター
- おっとっと - ポケットモンスター
- ミッフィー - ビスケット

### 過去に販売された主な製品
過去に発売された製品の一部は森永ミュージアムで閲覧可能。

#### チョコレート
- 森永チョコフレーク（1969年 - 2019年）
- ぬ〜ぼ〜（エアインチョコ）

#### ビスケット
- フラワー - 1950年代の贈答用のビスケット詰め合わせ。
- コンサート - 同上、昭和30年代

#### キャンディ
- チューレット - 食べられるチューインガムとして話題に。ハイチュウの前身。
- 森永チューインガム（1960年代）[10]
  - 森永ミンツガム
  - トップスターガム
  - スパークガム
- チュッパチャプス - 2016年3月に日本での販売権をクラシエフーズ株式会社（現：クラシエ株式会社 フーズカンパニー）へ移管
- 生ラムネ

#### スナック
- スピン
- ノンフライ 焼きポテト[注 3]
- 五色あられ（米菓）

#### アイス

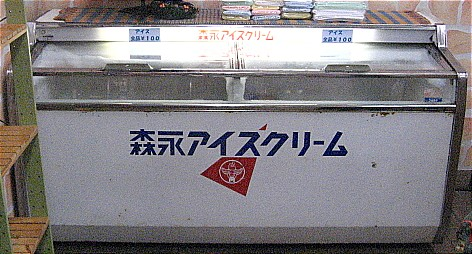
森永アイスクリームの販売用ケース（1980年代までのもの。店によっては現在も使用している場合がある）

- バケバケバー（1983年（昭和58年）。アイスバーにプリントされたオバケの絵が特徴）
- 三角バー（1986年（昭和61年））[注 4]。

#### 飲料
茶類
- 森永宇治かほる（大正末期に発売された緑茶）

コーヒー
- 森永コーヒー
- インスタントコーヒー
- JAGUAR（缶コーヒー）

ココア
- まんがココア
- ブレクファストココア

清涼飲料
- 森永ネクターシリーズ
  - ピーチネクターのCMソングはゴダイゴが担当。「CMソンググラフィティ Vol.2」に収録
- スパークコーラ[11][12]
- ミラクルアルファ
- つぶゼリーin

果実入り飲料
- サンキストシリーズ

#### その他
- ぬかよろこび（ぬか漬けの素）[注 5]
- もっちり和ぽんの粉（静岡地区限定発売）

#### 過去のキャラクター製品
- ウォルト・ディズニー関連（パックンチョ以外にも、様々な製品が発売されていた） - ディズニーガム、など
- 狼少年ケン - まんがココア
- 宇宙少年ソラン - まんがココア
- 魔法使いチャッピー - ガム、ラムネなど
- パティ&ジミー（キャラメル）
- 森永キャラメル スターウォーズ
- 重戦機エルガイム - 板チョコレート（中身および味は森永ミルクチョコレートと同一）
- ガンダムシリーズ - 板チョコレート（中身および味は森永ミルクチョコレートと同一）、チョコスナック（ミニプラスチックモデル付[注 6]）、総集編ウェファーチョコなど
- 機甲戦記ドラグナー - キャラメル（ミニプラスチックモデル付[注 6]）
- トムとジェリー - アイスなど
- キン肉マン[注 7] - キャラメルなど
- ゾイド - ガム、24ゾイド（ミニプラスチックモデル）など
- スーパー戦隊シリーズ - ウエファーチョコなど
- 美少女戦士セーラームーン - キャンディなど
- タツノコキャラクター - ウェファーチョコ
- デジモンシリーズ
- 仮面ライダーシリーズ - チョコスナック、総集編ウェファーチョコ
- オシャレ魔女♥ラブandベリー
- ちびまる子ちゃん

など、多数

## 沿革

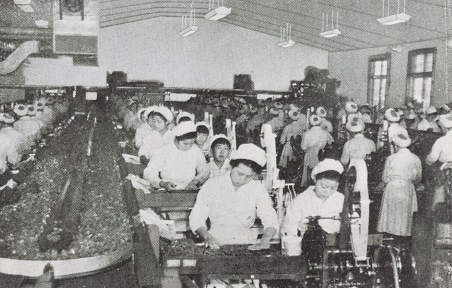
岡崎工場（愛知県岡崎市）。1980年9月30日に閉鎖。

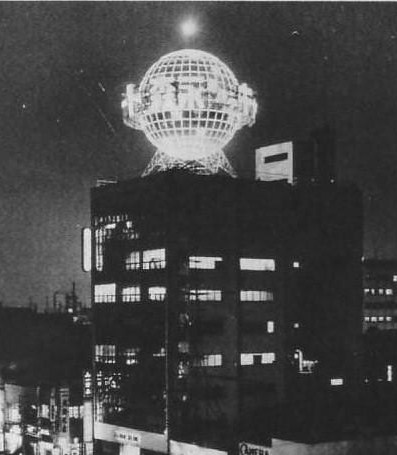
不二越ビルにあったネオンサイン
（通称「銀座の地球儀」）

（注）森永製菓の社名の変遷、乳業事業（現在の森永乳業）の変遷は、森永乳業のページの沿革部分にて説明されている。
- 1899年（明治32年） - 前身の森永西洋菓子製造所を設立（創立者は森永太一郎。ビスケットの森永チョイスに「MT」と浮き彫りになっているのはMorinaga Taichirohにちなむ）。マシュマロの生産販売を始める。
- 1905年（明治38年）
  - 経営実務担当のパートナーとして松崎半三郎を招聘する。以後は近年まで森永家と松崎家が交代で社長に就任していた。トレードマークにエンゼルマークを制定する。マークは、創業時の主力商品のマシュマロが英語で「エンゼルフード」と呼ばれていたことと、太一郎自身がキリスト教徒だったことによる。
- 1910年（明治43年）2月23日 - 株式会社森永商店として会社組織に改める。
- 1912年（大正元年）11月1日 - 森永製菓株式会社に商号変更。
- 1914年（大正3年） - 箱入りのミルクキャラメルの製造販売を開始
- 1915年（大正4年） - ビスケットの生産販売を開始（当初は輸出向けで、国内向けは1923年（大正12年）から）。
- 1918年（大正7年） - ミルクチョコレートの一貫生産を始め、販売を開始。
- 1919年（大正8年） - ミルクココアの生産販売を開始。
- 1921年（大正10年） - 粉ミルクを国産化。
- 1925年（大正14年） - 塚口工場（兵庫県尼崎市）、鶴見工場（神奈川県横浜市）新設。最新機械設備による大量生産体制を本格化。
- 1930年（昭和5年） - 赤ちゃん専用ビスケット「マンナ」を発売開始。
- 1931年（昭和6年） - チューインガムの生産販売を開始。
- 1932年（昭和7年） - 第1回「キャラメル藝術」キャンペーン。1937年（昭和12年）まで6回続き、応募総数186万6,400点に上る。
- 1937年（昭和12年） - 「森永母を讃える会」を設立。母の日の普及活動を全国展開。
- 1942年（昭和17年） - 系列会社の（旧）森永乳業、森永食品工業、東海製菓、森永関西乳業の4社を合併。
- 1943年（昭和18年）11月13日 - 森永食糧工業株式会社に商号変更。
- 1944年（昭和19年） - ペニシリンの国産化に初めて成功。
- 1945年（昭和20年） - 終戦後から1952年（昭和27年）の占領解除までの間、占領軍兵士向けの菓子類を生産納入。
- 1949年（昭和24年）
  - 4月13日 - 森永食糧工業から森永乳業が独立。
  - 8月 - 森永食糧工業から森永商事（販売会社）が独立。
  - 10月1日 - 森永製菓株式会社に商号変更。
- 1951年（昭和26年） - 初のラジオ提供番組「森永エンゼルタイム」放送開始。同時にエンゼルのテーマ曲『エンゼルはいつでも』を製作。翌1952年（昭和27年）に『やっぱり森永ネ』も作られている。
- 1953年（昭和28年）
  - 東京・銀座の不二越ビル（9階建）屋上に球形のネオンサインを設置。東海道線・山手線・京浜東北線の車窓からも見えるこの広告塔は当地のランドマークの一つとなり、以降、1983年（昭和58年）に撤去されるまで、「銀座の地球儀」として親しまれる。
  - 「小中学生ヘリコプター試乗サービス」と題して日本全国数十ヶ所にて抽選で選ばれた合計数千人の小中学生を実際にヘリコプターに乗せるキャンペーンを実施した。このキャンペーン当時はキャラメルの空き箱裏側が応募用紙になっていて子供達はそれに書いて応募した。
  - 7月1日 - 醸造部門を分離し、森永醸造株式会社を設立。
- 1954年（昭和29年）
  - 7月
    - 戦前に全国の海水浴場で開かれていたキャンプストアが、この年から「学生キャンプストア」として復活。小中高生のキャンプストアとして話題となった。
    - 売店部門を独立し「森永キャンデーストア」設立（後にレストラン森永に改称）。
- 1955年（昭和30年）6月頃 - 森永乳業が森永ヒ素ミルク中毒事件を起こす。
- 1956年（昭和31年） - アイスクリームの生産販売を本格開始。
- 1957年（昭和32年） - ホットケーキの素を商品化。
- 1960年（昭和35年） - 日本で初めてインスタントコーヒーを製造発売。バレンタインデーの企画を大々的に展開。ベルマーク運動に参加。
- 1961年（昭和36年）
  - 「森永エンゼルパイ」発売開始。
  -  中華民国（台湾）台北市に台灣森永製菓股份有限公司を設立。
- 1962年（昭和37年） - フジテレビ系音楽番組「森永スパーク・ショー」の番組提供となる。
- 1963年（昭和38年） - NETテレビ（現：テレビ朝日）のテレビアニメ「狼少年ケン」の番組提供となる。「まんがココア」発売。
- 1964年（昭和39年） - 「ハイクラウンチョコレート」、清涼飲料「森永ネクター」発売開始。
- 1965年（昭和40年）
  - 3月 - 大和食品（現：森永エンゼルデザート）を設立。
  - 8月 - 米国ゼネラルミルズ社との合弁会社「森永ゼネラルミルズ（Morinaga General Mills）」（現：森永スナック食品）を設立。スナック菓子の製造業務を開始。
- 1966年（昭和41年）8月 - 小中高生が主に夏の海水浴場での恒例だった「学生キャンプストア」が13年の歴史に幕を下ろした。
- 1967年（昭和42年）
  - TBSテレビアニメ「宇宙少年ソラン」の番組提供となる。
  - 「エールチョコレート」発売。山本直純（作曲家）が気球に乗って指揮するテレビCMと、CMソング「大きいことはいいことだ」が話題に。
  - 「森永チョコボール」「森永チョコフレーク」発売開始。
- 1969年（昭和44年）
  - ミルクキャラメル「森永ハイソフト」、スナック菓子「スピン」発売開始。
  - 森永チョコボールの「おもちゃのカンヅメ」プレゼント企画開始。大人気となり、現在まで継続されている。
- 1970年（昭和45年）3月15日 - 大阪・千里で開かれた日本万国博覧会にて、空中ビュッフェを出店。（～9月13日）
- 1970年（昭和45年）12月 - 建設中の新本社ビル（森永製菓・森永乳業の本社が入居）を運営管理するために森永開発株式会社を設立。
- 1971年（昭和46年） - 「小枝 (チョコレート)」発売開始。
- 1972年
  - 「チョコベー」発売。シールのおまけとCMで話題に。[注 8]
  - 「森永チョコモナカ」（現在の「チョコモナカジャンボ」）発売。[14]
- 1973年（昭和48年） - 「森永ラムネ」発売。
- 1974年（昭和49年）
  - 1月 - 森永プラザビル（新本社ビル）竣工。
  - 4月1日 - フジテレビ系音楽番組「夜のヒットスタジオ」提供に参加。[注 9]
  - チョコスナック菓子「カリンチョ」発売。
- 1975年（昭和50年） - ガム菓子「森永ハイチュウ」発売開始。
- 1977年（昭和52年） - 「チュッパチャップス」キャンディーの輸入発売開始。
- 1978年（昭和53年） - スナック菓子「ポテロング」発売開始。
- 1979年（昭和54年）
  - キャラメル菓子「森永キャラメル スターウォーズ」発売。おまけ部分は玩具メーカーであるタカラが製造。
- 1980年（昭和55年） - 「森永デザート」を設立。
- 1982年（昭和57年） - スナック菓子「おっとっと」発売開始。
- 1983年（昭和58年）
  - 「銀座の地球儀」として長年親しまれた球形ネオンサイン撤去。
  - チョコスナック菓子「つくんこ」と「チョコパッパ」を発売。
- 1984年（昭和59年）10月 - この年世間を騒がせた「グリコ・森永事件」に巻き込まれ、多大な損害を出す。[注 10]
- 1986年（昭和61年）7月 - CIを導入、エンゼルマークを現在のものに変更。
- 1987年（昭和62年）4月 - 小山新工場落成。
- 1989年（平成元年）
  - ICE BOX発売開始。
  - 11月 - 子会社の森永開発、株式を店頭登録。
- 1991年（平成3年） 
  - 「エンゼル財団」を設立。
  - 森永醸造が灘誉酒造を合併し、福徳長酒類に社名変更。
- 1993年（平成5年） - 12粒入チョコレート「ソリッドダース」発売開始。
- 1994年（平成6年）
  - 栄養補助食品「ウィダーinゼリー」（現在の「inゼリー」）発売開始。
- 1996年（平成8年）10月 - 森永ホームページ開設。
- 1998年（平成10年） - 小山工場、業界初のISO14001認証を取得。2000年（平成12年）に全工場で取得が完了。
- 1999年（平成11年） 
  - 4月 - 森永開発を吸収合併。
  - 7月 - 小中学生向け自然体験事業として、第1回「リトルエンゼル無人島探検隊」実施（2016年より「チャレンジ!無人島探検隊」と改題、2018年で終了）。
- 2001年（平成13年） 
  - 1月 - 子会社の福徳長酒類を合同酒精（現：オエノンホールディングス）に売却。
  - 7月 - レストラン森永から営業権を委譲、新会社「エンゼルフードシステムズ」設立（2004年12月株式譲渡）。
- 2002年（平成14年） - チョコレート菓子「カレ・ド・ショコラ」発売。
- 2003年（平成15年） - 日本テレビのミニ番組『エンゼルのいる星』提供開始（2009年（平成21年）3月まで放送）。
- 2004年（平成16年）
  - 「マリー」の商標権を取得。ハイチュウ、中国・上海市で製造開始。
- 2006年（平成18年） - 森永剛太が会長、矢田雅之が第7代代表取締役社長にそれぞれ就任。
- 2007年（平成19年） - 米国バリーカレボー社と業務提携を結ぶ。
- 2008年（平成20年）
  - 1月 - (株)ディユーアソシエイツから株式を取得し、「ステラおばさんのクッキー」を販売する(株)アントステラを100％子会社化。
  -  アメリカ合衆国カルフォルニア州に「米国森永製菓」を設立。社会貢献活動「エンゼル・スマイル・プロジェクト」開始。
- 2009年（平成21年）
  - ウィダー事業本部設立。4月5日、TBSテレビのミニ番組『浅田真央 ドリーム・ラボ』提供開始（関東ローカル、ウィダーinゼリー名義。2010年（平成22年）3月まで放送）。
- 2010年（平成22年）12月 -  中国・アジア事業の拡大に向け生産能力を増強する目的で、中国浙江省平湖経済開発区に現地新法人「森永食品（浙江）有限公司」を設立。2011年（平成23年）12月より製造業務開始[15]。
- 2011年（平成23年）
  - 3月11日 - 東日本大震災が発生。これにより小山工場が被災し、小山工場では主要品目であるチョコボール、キャラメル、エンゼルパイの生産ラインがストップしてしまう。震災により社員1名が死亡した[16]。
  - 4月 - 高崎第一工場（群馬県高崎市宮原町）竣工。新生産部門として「高崎森永株式会社」設立。
- 2012年（平成24年）
  - 3月 - 群馬県高崎市宮原町に総額約100億円を投じた第二工場の建設を開始。2013年（平成25年）6月生産開始[17]。
  - 5月22日 - 高木貞男元会長が老衰により逝去。享年91。[18][19]
- 2013年（平成25年）
  - チョコレート菓子「1チョコfor1スマイル」発売。
  - 「バニラモナカジャンボ」発売。
  - 6月 - 塚口工場を閉鎖。跡地は長谷工コーポレーションに売却し、主に住宅地として再開発され「ZUTTOCITY」として2016年に街開きした。
  - 11月1日 -  インドネシア現地法人「PT. Morinaga Kino Indonesia」設立。
  - 12月 -  アメリカ合衆国現地法人「森永アメリカフーズ株式会社」設立（2015年8月より製造開始）。
- 2014年（平成26年）
  - 創業115周年を迎える。
  - 健康美容志向者向け新商品として「マクロビ派」シリーズ（ビスケット、他）発売。
- 2016年（平成28年）- 長年輸入販売していた「チュッパチャプス」の森永製菓での販売を終了。日本国内での販売権をクラシエフーズ株式会社へ移管。
- 2017年（平成29年）
  - 2月24日 - 日本経済新聞により、兄弟会社である森永乳業との間で2018年4月をめどに持株会社形態で経営統合すると報じられた。3月、統合しないと結論した。
  - 7月1日 - 森永エンゼルカントリー株式会社を合併。
  - 9月29日（金曜日） - この日、日本記念日協会に、29日が金曜日になる日を「筋肉を考える日」という新たな記念日として申請し正式登録され、同日より施行[20]。
- 2018年（平成30年）
  - 6月14日 - 群馬県高崎市宮原町に第三工場の建設を開始することを発表。2020年9月に生産開始予定[21]。
  - 9月28日 - 森永スナック食品株式会社と森永甲府フーズ株式会社を2020年までに閉鎖し、2社の製造業務を鶴見工場と小山工場へ移管することを発表。同時に「森永チョコフレーク」の生産を終了することも発表[22][23]。
  - 10月9日 - 業績不振を理由にインドネシア現地法人（連結決算対象） である「PT. Morinaga Kino Indonesia」の保有株式（持株比率51%）の全てを PT. Kino Indonesia Tbk に売却することを決定。事実上インドネシアでの生産販売業務からの撤退を表明。尚、森永製菓株式会社インドネシア駐在事務所は存続。
- 2019年（平成31年・令和元年） 
  - 4月23日 - 公正取引委員会より、下請法違反により勧告を受ける[24]。　　　　
  - 8月15日 - 創業120周年を記念して、新聞朝刊各紙に1ページで記念広告「おかしなすごろく」を掲載。翌16日から12月13日までの4か月にわたり、公式Twitterから毎日1問ずつ、延べ120日間・全120問に亘りクイズを出題するキャンペーン「クイズ!森永120」を実施[25]。
- 2020年（令和2年）
  - 1月1日 - 森永スナック食品株式会社を吸収合併[26]。
  - 3月31日 - 森永製菓株式会社インドネシア駐在事務所を閉鎖。
  - 4月1日 - 森永甲府フーズ株式会社を吸収合併[26]。
- 2022年（令和4年）
  - 1月12日 - 鶴見工場内に見学施設「森永エンゼルミュージアムMORIUM（モリウム）」を開設[27]。
- 2024年（令和6年）
  - 3月18日 - 森永プラザビル建て替えに伴い本社を自社芝浦ビルに移転[注 11][28]。

## 製造・研究拠点

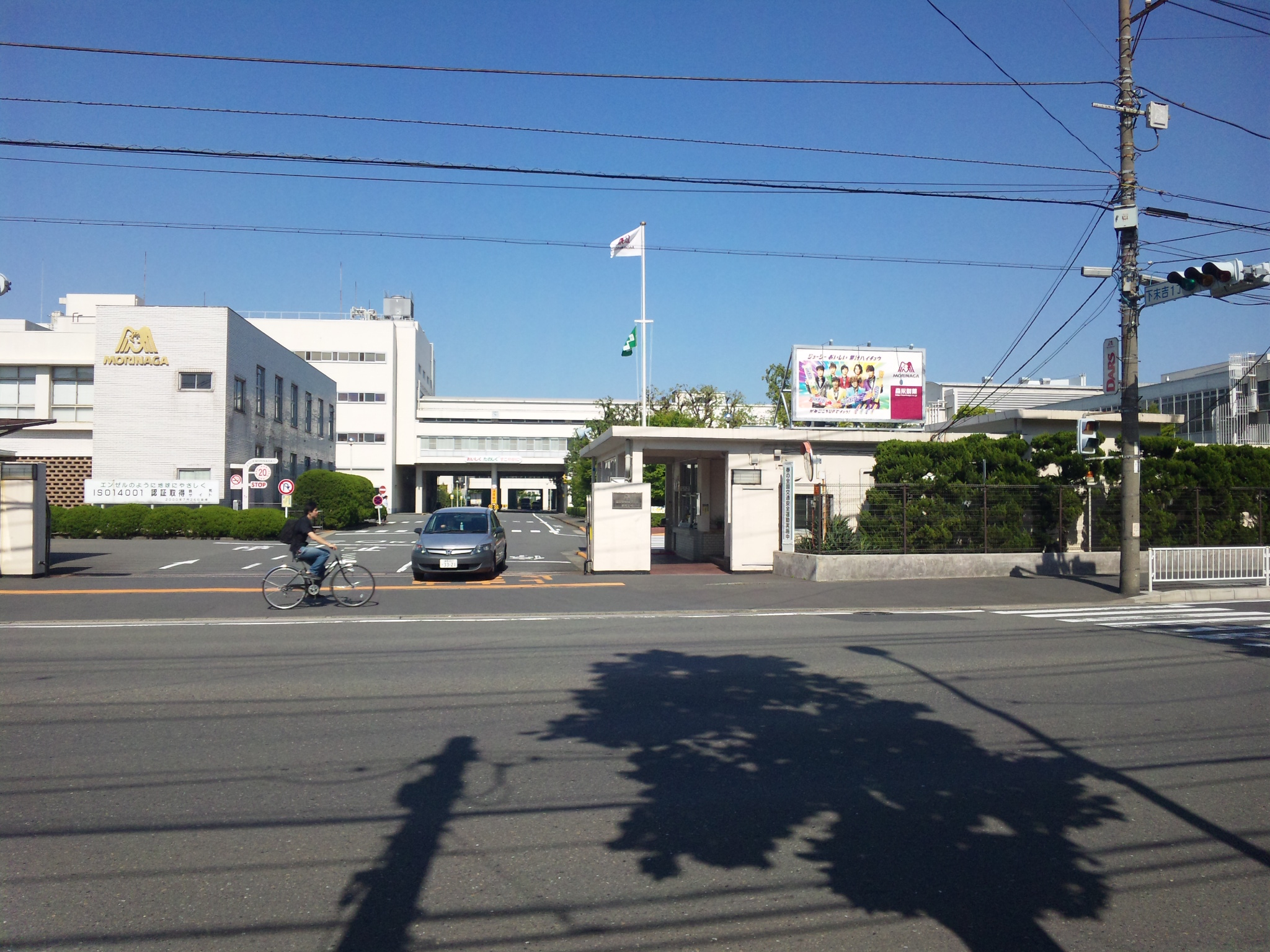
森永製菓鶴見工場（横浜市鶴見区）

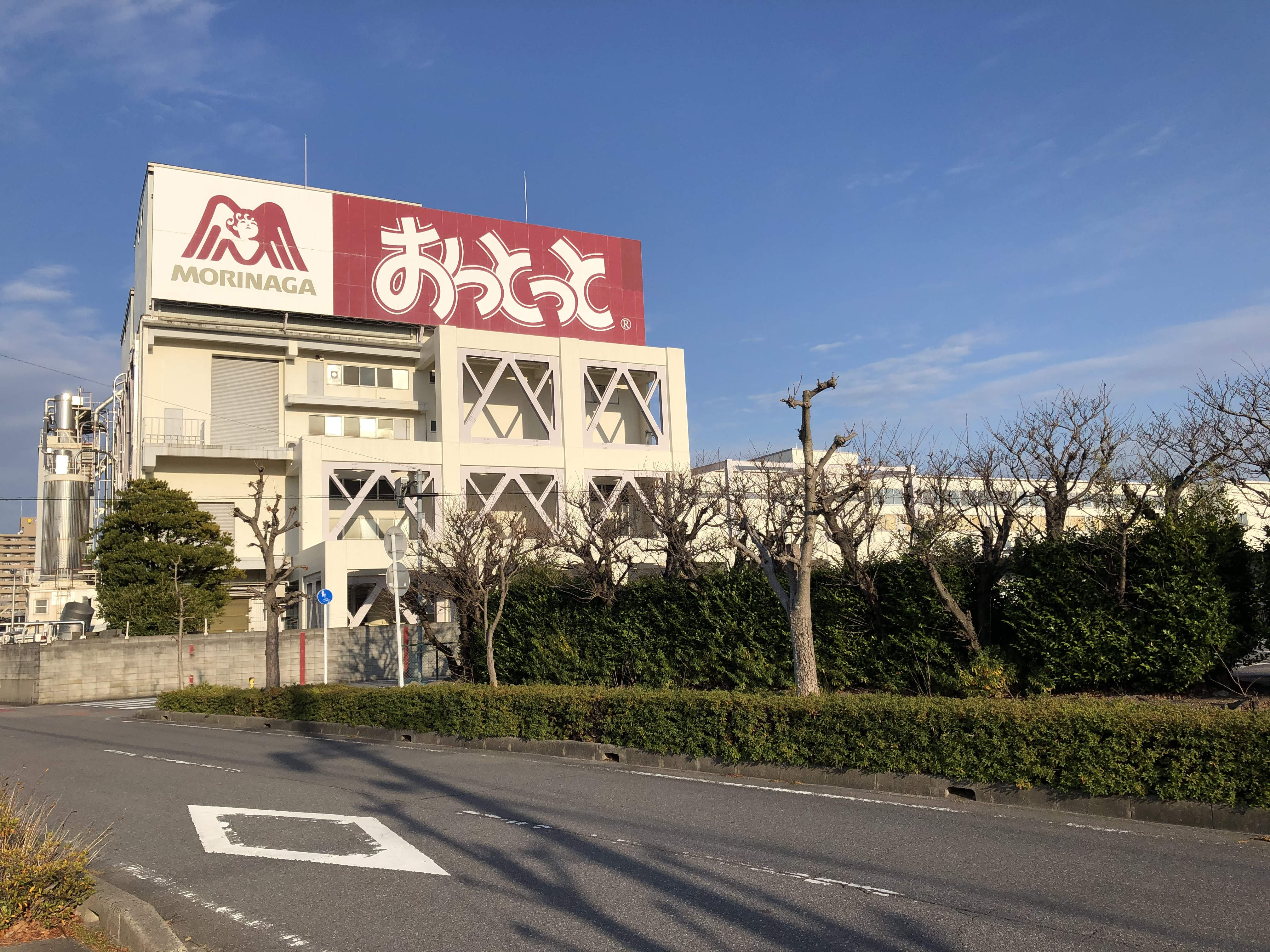
森永製菓中京工場（愛知県安城市）

### 研究所
- 研究所（横浜市鶴見区・鶴見工場内）

### 工場
- 鶴見工場（横浜市鶴見区）
- 中京工場（愛知県安城市）
- 小山工場（栃木県小山市）
- 三島工場（静岡県三島市）

## 営業拠点

### 支店・営業拠点
- 北海道（札幌市中央区）
- 東北（仙台市若林区）
- 関東信越（群馬県高崎市）
- 東日本統括（東京都港区）- 本社に併設
- 中部（名古屋市東区）
- 西日本統括（兵庫県尼崎市）- 旧・塚口工場の跡地の一部
- 中四国（広島市西区）
- 九州（福岡市博多区）

## 関連企業

### 日本国内
兄弟会社
- 森永乳業株式会社（東京都港区）

食品製造
- 高崎森永株式会社（本社：群馬県高崎市）
- 森永エンゼルデザート株式会社（本社：神奈川県大和市）
- 森永デザート株式会社（本社：佐賀県鳥栖市）
- 株式会社アントステラ（本社：東京都渋谷区）
- 森永市場開発株式会社（本社：東京都港区）

食品卸売および飲食店
- 森永商事株式会社（本社：横浜市鶴見区） - 旧・森和商事株式会社

不動産およびシェアードサービス
- 森永ビジネスパートナー株式会社 （本社：横浜市鶴見区）
- 森永高滝カントリー株式会社（千葉県市原市）- ゴルフ場

その他
- 株式会社森永生科学研究所（横浜市鶴見区）- 生科学研究所
- 株式会社森永ファイナンス（東京都港区） - 金融
- 株式会社SEE THE SUN（神奈川県三浦郡葉山町） - コミュニティパートナー

持分法適用非連結子会社
- バクテクス株式会社（東京都八王子市） - 医薬品製造販売

### 日本国外

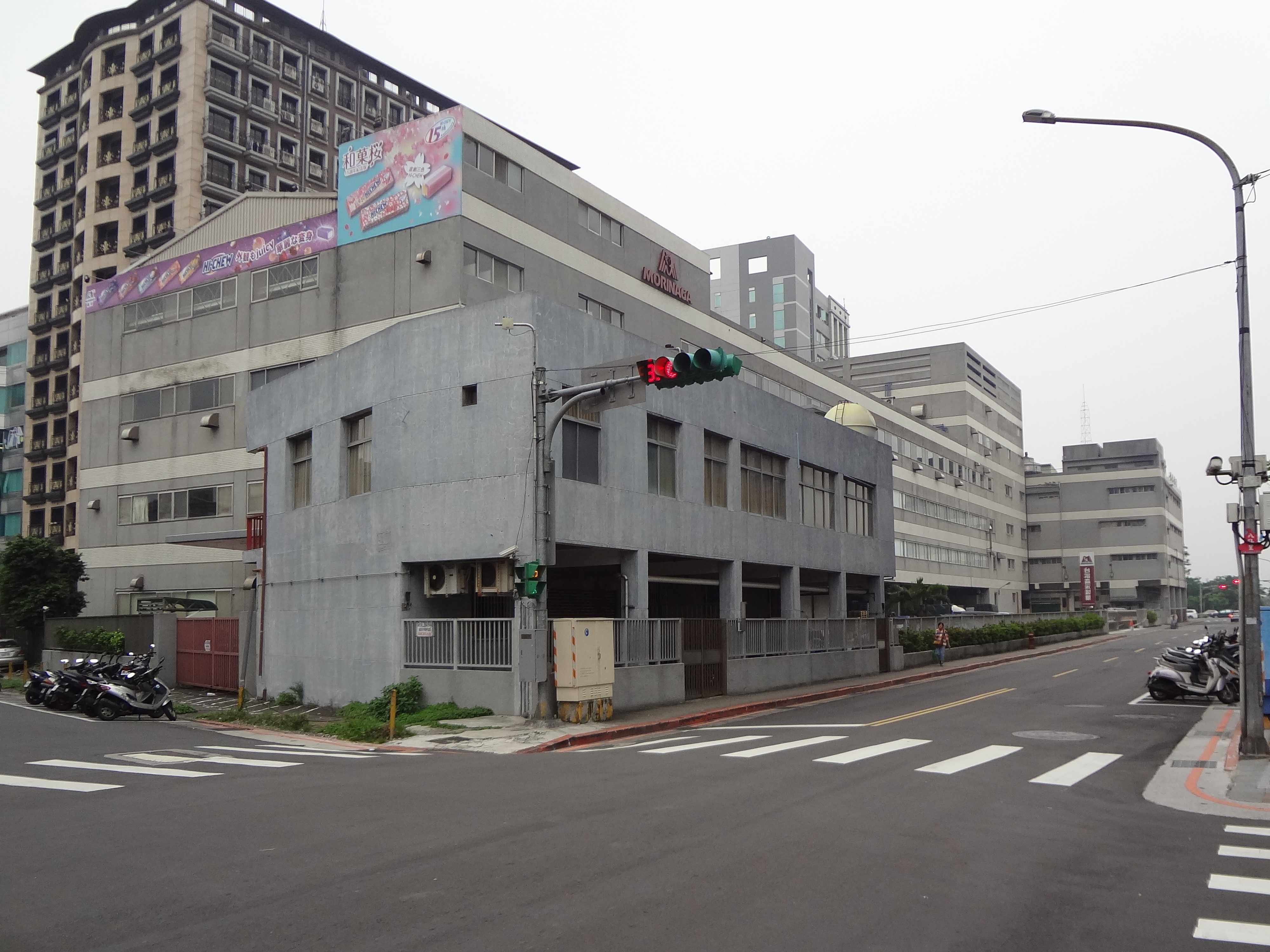
台灣森永製菓本社

- 台灣森永製菓股份有限公司（ 台湾 台北市）
- 上海森永食品有限公司（ 中国 上海市）
- 森永食品（浙江）有限公司（ 中国 浙江省）
- 米国森永製菓（Morinaga America Inc.）（ アメリカ合衆国 カリフォルニア州）（米国内営業担当）
- 森永アメリカフーズ株式会社（Morinaga America Foods, Inc.）（ アメリカ合衆国 ノースカロライナ州）（米国内製造担当）
- 森永製菓株式会社 タイ駐在事務所 （ タイ バンコク）
- 森永バイオサイエンス（タイランド）株式会社（ タイ バンコク）

### 消滅した企業
- 株式会社森永キャンデーストア（菓子専門店。独自製品も発売していたことがある）
- 株式会社レストラン森永（レストラン事業のほか、ファーストフードチェーン森永LOVEも経営していた）
- 有限会社エンゼルリゾート蓼科管理（長野県茅野市）
- 森永エンゼルカントリー株式会社（千葉県富津市にてゴルフ場を運営していたが、2017年7月1日付で森永製菓に吸収合併）
- 森永キノインドネシア株式会社（PT. Morinaga Kino Indonesia）（インドネシア バンテン州）は業績不振により、2019年1月に保有株式の全てを PT. Kino Indoneaia Tbkに売却し、森永製菓としてのインドネシア事業から撤退をした。
- 森永スナック食品株式会社（ポテロングや森永チョコフレークを製造していたが、2019年12月に工場を閉鎖。2020年1月1日付で森永製菓に吸収合併）
- 森永甲府フーズ株式会社（旧・甲府ベルフーズ株式会社。ハイチュウプレミアムを製造していたが、2020年3月に工場を閉鎖。2020年4月1日付で森永製菓に吸収合併）
- 森永エンゼル株式会社（小田急ロマンスカーの「走る喫茶室」を営業していた）
- 株式会社森栄商会（保険代理店）

## 広告宣伝

### 主なCM

#### 現在のCM
2021年7月以降のCMの最後に流れるサウンドロゴは白バックに森永のロゴが写された状態で♪も↓り↗︎な↓が↑♪と女性が歌うもので、1995年から1999年にかけて使われたサウンドロゴを彷彿とさせる音程である。なお、ロゴから歌に合わせて音符が出てくる演出が加えられた。実に18年ぶりにリニューアルされた。
同業の菓子メーカーである江崎グリコ、明治、ロッテなどと並び、メインターゲットである10代～20代に支持のある旬のアイドル、歌手などを多数起用することで有名である。同社のCMから人気が爆発したタレントもおり、出演CMに必ずそのタレントの歌う楽曲が使用されたりと、芸能界からも登竜門的なCMとして注目されている。
テレビCMは主に地上波全国放送で流れるが、一部、関東や東北などの地域で放送されるものもある。スペースシャワーTV、スーパー!ドラマTV、アニマックス、キッズステーションなどといったCS放送チャンネルで放送していることもある。近年ではJR東日本の「トレインチャンネル」向けにもCMを配信している。

##### CM出演タレント・キャラクター
男性
- 磯村勇斗 - チョコボール
- 遠藤憲一 - チョコボール
- 関ジャニ∞ - ハイチュウ、チョコモナカジャンボ、バニラモナカジャンボ
  - 丸山隆平、安田章大、錦戸亮 - ICE BOX（2013年）
  - 錦戸亮 - ハイチュウプレミアム（2016年）
  - 村上信五、横山裕 -  小麦胚芽のクラッカー（2018年 - 2019年）
  - 横山裕 - チョコモナカジャンボ（2015年 - 2016年）[29] ハイチュウプレミアム（2017年 - 2020年）
  - 横山裕、丸山隆平 - 森永甘酒（2019年 - 2022年）
- 櫻井翔（嵐） - inゼリー　カレ・ド・ショコラ
- 斎藤佑樹 - inゼリー
- チャンス大城 - 森永ラムネ
- 羽生善治 - inゼリー
- なにわ男子 - ハイチュウ
- AmBitious（関西ジャニーズJr.）、大倉忠義 – 小枝
- ティモンディ - inバープロテイン
- ラーズ・ヌートバー - inバー

女性
- 石田莉子 - 森永ラムネ
- 榮倉奈々 - マクロビ派
- 多部未華子 - inゼリー
- 日向坂46 – 森永アイスボックス
- 乃木坂46 – ダース
- 森三中 - 森永甘酒
- 北川景子 – ムーンライト

キャラクター（ORはオリジナルキャラクター）
- キョロちゃん OR - チョコボール
- ティック（クマのぬいぐるみ） OR - チーズスティック

#### 過去のCM
CM最後の表示は1967年（昭和42年）から「ピ・ポ・ピ・ポ」のシグナル音とともに画面下隅もしくは文字や商品と被らない位置で後ろ向きのエンゼルが左か右の振り向くアニメーションを使用していたが、1986年（昭和61年）のマーク変更とともにエンゼルマークが「ポ・ピ・ポ」（少し高い音）とともにフラッシュされてアップされる方式となり、商品の画とともに画面スペース半分のものもあった。この方式は1994年まで使われた。以後シグナル音から出演タレントが「もりなが♪」と締める方式に変更された。
旧エンゼルマーク時代はCM冒頭の隅部分に、エンゼルが逆立ちしながらTM文字を持つエンゼルマークを表示していた（一部のCMでは表示されず）。
旧エンゼル時代、チョコボールなど子供を対象とした製品のCMの最後のテロップは、ブルーバックに「ごちそうさま おくちを きれいに…」の3行メッセージとエンゼルのアニメーション、下部分に企業スローガンである「おいしく たのしく すこやかに」が書かれていた。
1984年（昭和59年）10月17日、関西地区は10月10日から数ヶ月間グリコ・森永事件の影響で、2011年（平成23年）3月12日から4月上旬までの間は東日本大震災の影響で、CM放送を自粛した。
2013年3月以前及び10月、2021年6月までのcmの最後に流れるサウンドロゴは黒バックにエンゼルが踊り♪もりなが♪の優しい歌声で締めるものだった。この声は、シンガー・ソングライターの峠恵子である。ただし、チョコレートのCMでは2007年から2009年まで最後に「SINCE1918 森永チョコレート」が表示されていた（森永ミルクチョコレート発売90周年にちなむ）。ウィダーのCMでは最後に黒バックにウィダーのロゴと「Power Your Life!」のメッセージが流れた。

2013年4月以降(10月のみ上記に戻された)のサウンドロゴは冒頭に♪もりなが♪と男性が歌うもので、真ん中に「日本を元気に」の表記、右に太田雄貴（森永製菓所属（当時））の画像が流れた後CM本編に入る。

##### 過去のCM出演タレント・キャラクター
×は故人
男性
- 浅野忠信 - ポテロング [注 16]
- 天野浩成 - ICE BOX
- 綾田俊樹 - おっとっと、ホワイトコーラ「ミラクルアルファ」（※両製品とも同じ劇団東京乾電池のベンガルと共演）
- 綾小路きみまろ - 甘酒（芸能人甘酒クラブ）
- 石塚英彦（ホンジャマカ） - 甘酒
- 植木等（ハナ肇とクレージーキャッツ）× - バターキャラメル
- ウッチャンナンチャン - チョコフレーク、フレッシュグミ、スピン
- 太田雄貴（フェンシング選手、2008年北京オリンピック銀メダリスト） - ウィダー in ゼリー、ICE BOX（※太田は森永の社員でもある）
- 大鶴義丹 - ハイソフト
- 大野智（嵐） - 小さなチョコビスケット、ベイククリーミー、ミルクココア
- 大和田伸也 - チョコレート「栗」
- 岡田将生 - ダース（※臼田あさ美と共演）
- 沖田浩之× - くるみの森、森のどんぐり
- 小沢健二 - ダース
- オダギリジョー
- 小山田圭吾（コーネリアス） - 小枝（※過去の小森和子のナレーションを引用）
- 勝隆一 - おっとっと（「小学生サラリーマンたかし」主演）
- 角野卓造 - 森永チョイス
- 金城武 - ダース
- Coming Century（森田剛、三宅健、岡田准一）- 小枝他
- 唐沢寿明 - ビスケットシリーズ
- 河村隆一 - ハイソフト
- 吉川晃司 - バニラモナカジャンボ、チョコモナカジャンボ
- 木村拓哉（SMAP） - ウィダー in ゼリー
- KinKi Kids（堂本光一、堂本剛）- チョコモナカ ジャンボ、ダース
- 窪田正孝 - おっとっと（「小学生サラリーマンたかし」共演）
- 黒沢浩 - エールチョコレート・クランチ
- ケント・デリカット - 森永ココア
- 郷ひろみ - サンキスト、ミルクココア
- 国分太一（TOKIO） - ミルクココア
- ゴダイゴ - 小枝
- 斎藤工 - ココアシリーズ全般
- 坂上忍 - 森永ココア
- 真田広之 - 小枝、ホワイトコーラ「ミラクルアルファ」
- ジェリー藤尾× - 森永ココア（一家で出演）
- 嶋大輔 - チョコモナカジャンボ
- シャインズ - ハイチュウ（※杉村太郎と、のちに東京プリンを結成する伊藤洋介とのコンビ。その後伊藤は森永入社）
- ジョー・マクモニーグル（元FBI透視能力者）- ダース（※岡田将生・臼田あさ美出演のCMに挿入）
- Spontania - ICE BOX 濃い果実水
- 世界のナベアツ - おっとっと
- 髙嶋政宏 - 森永ココア、サンキスト、ハイソフト
- 高田純次 - ダース
- 高橋良明× - チョコモナカデラックス
- タケカワユキヒデ
- 武野功雄 - ソリッドバー（※柳葉敏郎と共演）
- 田代まさし - ぬ～ぼ～、ミルクココア、パックンチョ、パリパリバー
- 田中星児 - チョコボール
- ダン池田× - エールチョコレート・クランチ
- ツイスト - ピーナッツチョコレート
- 辻口博啓 - 森永ココア（※ちびまる子ちゃんと共演。実写+アニメ合成で話題に）
- 津田寛治 - ICE BOX 濃い果実水
- とんねるず - ドーナッチョ、チョコボール、ハイチュウ、おっとっと、アーモンドボール（※1981年のアーモンドボールで岸本加世子と共演）
- 長門裕之× - クララシリーズ（※南田洋子と夫婦で共演）
- 中村蒼 - ウィダー in ゼリー
- 仲村トオル - 小枝、サンデーカップ
- 中山優馬（ジャニーズJr./NYC boys） - ハイチュウ
- 西島隆弘（AAA）- チョコモナカジャンボ（※girl next door・千紗と共演）
- 西島秀俊 - カレ・ド・ショコラ、ICE BOX
- 野村宏伸 - プライベート（1985年）
- 浜田雅功（ダウンタウン） - ウィダー in ゼリー
- はんにゃ - チョコボール
- ベンガル - おっとっと、ホワイトコーラ「ミラクルアルファ」（※両製品で綾田俊樹と共演）
- 堀内健（ネプチューン） - チョコボール
- マイケル・クラウジー - 小枝（※小泉麻耶らと共演）
- マーク・レスター - クラッカー・タイム
- 松浦勝人 - CARA（※YURIMARIと共演）
- 松岡修造 - ミルクココア
- 松山ケンイチ - ウィダー in ゼリー
- ムーディ勝山 - 甘酒（芸能人甘酒クラブ）
- ムキムキマン（森永エンゼル体操） - カリンチョ（※ナレーターは滝口順平）
- 村松利史 - ダース
- 柳葉敏郎 - ソリッドバー
- 山下智久 - ウィダー
- 山根和馬 - ICE BOX、ポテロング
- 山本直純× - エールチョコレート
- 山本裕典 - ダース
- 湯江健幸 - パリパリバー
- レイモンド・ラブロック - チョコフレーク
- ロバート・スピーカー - 小枝（※小泉麻耶らと共演）
- ロバート・ロックウェル - ヴェルダース オリジナル
- 渡辺裕之 × - 森永ココア

ほか
女性
- 浅田真央（フィギュアスケート選手、2010年バンクーバー冬季五輪銀メダリスト） - ウィダー[注 17]
- 浅野ゆう子 - ハイクラウン
- 麻生久美子 - ダース
- AKKO（My Little Lover） - アイスボックス
- 安達祐実 - アイスガイ
- 淡路恵子× - ハイクラウン（1964年 - 、初代）
- 荒川ちか - ティナ（宮城・山形・福島地区のみ）
- 石川愛理 - アンジェロ
- 伊藤ゆみ（ICONIQ） - ウィダー in ゼリー「a-nation'10サポート編」、ミア（宮城・山形・福島地区のみ）
- 伊東美咲
- イモトアヤコ - 森永甘酒
- ウーピー・ゴールドバーグ - ハイチュウ
- 上戸彩 - チョコモナカジャンボ、生ラムネ、ミルクキャラメル、ファッジ、パリパリバー
- 臼田あさ美 - ダース（※岡田将生と共演）
- 江角マキコ - アッセ、フェス
- emma - 半熟ショコラ
- 絵梨華 - チュッパチャプス
- 遠藤尚子 - チョコボール
- 大塚愛 - ICE BOX
- 岡田理江 - ICE BOX
- 荻野目洋子 - みぞれバー、さっチョコだち、ハイクラウン、チョコフレーク、スプーナ
- おニャン子クラブ - こニャン子クラブチョコ
- オリビア - キュービック
- 賀来千香子 - ガトーショコラ、森永ココア
- 柏原芳恵 - キスカップ、ハイソフト、アイスバーガー、チョコモナカアイス、つくんこ、ハイクラウン
- カヒミ・カリィ - ハイチュウ
- 夏帆 - ウィダー in ゼリー、小枝、生ラムネ
- 河合その子 - ハイソフト、ジャスト
- 岸本加世子 - アーモンドボール（1981年）、エスプリ・ド・京、バラエティー（1983年）、スペシャルリザーブココア（1985年）（※アーモンドボールでとんねるずと共演）
- キャンディーズ（田中好子×、伊藤蘭、藤村美樹） - チョコフレーク、チョコぼうし（1976年）、森のどんぐり、ラブチャット
- 栗田ひろみ - 小枝（1971年 - 、初代）（※「小森のオバチャマ」で知られる小森和子がナレーションで出演[30]）
- 小泉麻耶 - 小枝（※東海林愛美と共演）
- 倖田來未 - ウィダー プロテインバー
- 小林星蘭 - ミルクココア、ハイチュウ
- 坂上香織 - チョコモナカアイス デラックス、リド
- 榊原郁恵 - ミルクココア
- 桜たまこ - エールチョコレート・クランチ（※ダン池田と共演）
- 佐藤藍子 - ICE BOX
- ザ・リリーズ - 小枝（※小森和子がナレーション）
- 篠原涼子 - ダース、粒選りショコラ
- 東海林愛美 - 小枝（※小泉麻耶と共演）
- 鈴木蘭々 - ハイソフト、ハイチュウ、パックンチョ
- 高橋由美子 - クレープ屋さん
- 高林由紀子 - ハイソフト（1969年 - 1971年、初代）
- 竹内結子× - アンシス、刻みカカオ、ルネス
- 田中美佐子 - チョコチップクッキー
- 千秋 - エンゼルパイ、森永ラムネ
- 千紗（girl next door） - チョコモナカジャンボ（※AAA・西島隆弘と共演）
- ツイッギー - チョコフレーク
- ともさかりえ - 小枝アイスバー
- 永井美奈子 - 森永ココア
- 仲間由紀恵 - 小さなチョコビスケット
- 中村優子 - カレ・ド・ショコラ（※西島秀俊と共演）
- 中森友香 - ICE BOX
- 中山忍 - クレープ屋さん、サンキスト 飲むゼリー
- 西田麻衣 - 甘酒（芸能人甘酒クラブ）
- 仁藤優子 - ハイクラウン
- 浜崎あゆみ - ウィダー in ゼリー、ハイチュウ、モンブラン
- 原田知世 - ハイクラウン
- 遥くらら - クララシリーズビスケット シンフォニー、クララビスケット（1982年）、ボンソワール（1983年）（シンフォニーとクララで南田洋子と共演）
- 深津絵里 - ダース
- 福永恵規 - エアインチョコ スプーナ（1986年）、パイな気分（1987年 - 1988年頃）
- 藤谷美和子 - ハイクラウン（1982年）、苺ヨーグルトチョコ、栗チョコ、ココライト（1983年）、アーモンド・ボード（1985年）
- BAKE GIRLS [注 18] - ベイク
- BaBe [注 19] - ハイソフト
- 本田翼 - マクロビ派
- 松下奈緒
- 松嶋菜々子 - 小枝
- 三浦りさ子 - ビスケットシリーズ
- 観月ありさ - くるみの森、森のどんぐり、チュパチャップス、花 in キャンデー、スプーナ・苺のムース、ディーン、小枝
- 南田洋子× - クララシリーズ（長門裕之と夫婦での共演のほか、遥くららと共演）
- 水原希子 - ベイク
- 宮崎あおい - ダース
- 宮前るい
- 三吉彩花 - ベイク
- miwa - ベイク
- Merii - ベイク
- 村地弘美 - ハイソフト
- 持田真樹 - チョコUPぬーぼー
- 森尾由美 - ジャスピンと
- 安田成美 - 森永ココア
- 山瀬まみ - チョコボール [注 20]
- YU-KI（TRF） - ジョイム、ブロッキー
- YURIMARI - CARA（※松浦勝人と共演）
- 吉田圭織 - ICE BOX
- 吉行和子 - 森永ココア
- リサ・ステッグマイヤー - チョコボール
- 渡辺梓 - 森永アイスマルチパック

ほか
男女混成
- ICE BOX（伊秩弘将、池田聡、中西圭三、吉岡忍）
- Every Little Thing（持田香織、伊藤一朗） - ICE BOX
- カーペンターズ（リチャード・カーペンター、カレン・カーペンター×）[31]
- 東京混声合唱団 - エールチョコレート（山本直純のバックコーラス）
- MY LITTLE LOVER - ICE BOX

ほか

ナレーション
- おすぎ - 半熟ショコラ「予告編」
- 小森和子× - 小枝（高原の小枝を大切に…）

ほか

キャラクター
- 宇宙人（名称不明） OR - ウィダー in ゼリー
- 狼少年ケン（まんがココア）
- キャメル君 OR - 森永ミルクキャラメル
- クララちゃん（ビスケット）
- ちびまる子ちゃん - ミルクココア
- チャッピー（宇宙少年ソラン）
- チュッパチャック OR - チュッパチャプス
- チョコベー
- トムとジェリー
- ハイチュウキング OR - ハイチュウ
- ウォルト・ディズニー関連
  - ミッキーマウス（パックンチョ）

ほか
森永ブランドCM

### ブランドCM・オリジナルソング

#### 楽曲『エンゼルはいつでも』
- 森永エンゼルの歌『エンゼルはいつでも』
  - 作詞：サトウハチロー
  - 作曲：芥川也寸志

「どこかでエンゼルは、いつでも眺めている」のフレーズが特徴の森永の企業CMソング。
1951年（昭和26年）の民放ラジオ放送開始に合わせて製作され、初期に録音されたバージョンを歌っているのは童謡歌手の川田孝子で、当時提供していたラジオ番組『森永エンゼルタイム』の中で流れていた。
1959年（昭和34年）に、若草児童合唱団の合唱によるバージョンが録音され、以後、1960〜70年代の森永製品のテレビ・ラジオCMで多く使用された。1984年（昭和59年）の特別版CM「ご声援ありがとうございます」編（後述）でもこのバージョンが流れた。

レコード・CD収録
- 川田孝子版 - 『甦える童謡歌手大全集』（コロムビア、10枚組、通信販売限定）DISC-2の8曲目に収録[32]。
- 若草児童合唱団版 - 『コマソン≪黄金時代≫〜懐しのTV-CM大全集 (1954〜1961) 』[33]（キングレコード）22曲目に収録。
- カバーバージョン - 『心と耳にのこるCMのうた』（キングレコード、KICS-3001。2007年3月発売）13曲目。竹田えりとひまわりキッズが歌っている[34]。
- 松本和子、井上裕子、コロムビアゆりかご会 - EP「雪うさぎ/エンゼルはいつでも」（コロムビア、SC-310、1969年発売）収録。

その他の事項
- 1970年代にキャンディーズが出演していた「チョコフレーク」のCMにおいても、この『エンゼルはいつでも』を歌いながら踊る場面があった。
- 1990年代、本社前に製品を販売するクレーン式の大きな自動販売機があり、お金を入れて購入ボタンを押すと、行進曲風にアレンジされたこの曲が大音量で鳴る間に内部クレーンに商品が乗る、時代があった。

#### 森永ブランドCM
「ご声援ありがとうございます」バージョン（30秒） - 1984年（昭和59年）冬〜1985年（昭和60年）春
- 1984年（昭和59年）12月から1985年（昭和60年）春にかけて放送された森永製菓の特別企業CMであり、当時の提供番組内にて放送された。1984年（昭和59年）に起きたグリコ・森永事件の傷痕も生々しい中、どん底からの復活を果たすべく、全国のファンからの温かい支援・激励に感謝の意をこめて「エンゼルはいつでも」にのせて、夕焼けの海に佇むエンゼルと、森永製品を一つ一つずつ映し出し、終盤に「（略）ご声援ありがとうございます」のナレーションが流れると共に、最後はお辞儀をするエンゼルの横に、テロップで「ご声援ありがとうございます。 森永製菓株式会社」を表示。CMは「ピ・ポ・ピ・ポ」音とエンゼルアニメーションはなく、通常CM同様に冒頭下隅にエンゼルマークを表示した。このCMのエンゼルはアニメではなく実写であった。
- CM放映と同じくして、全国紙各紙に、全国からの励ましのお便りを紹介する広告も掲載された。

「エンゼルのいる星」バージョン（30秒） - 2000年代
- モリナガグループ（森永製菓・森永乳業の2社共同扱い、提供クレジットは「おいしく、たのしく、すこやかに 森永」と表記）提供のミニ番組「エンゼルのいる星 〜あなたの一番たいせつなもの〜」（日本テレビ）の番組内で放映されたモリナガグループの企業合同CM。
- このCMでは「エンゼルはいつでも」に乗せて、世界の人々を映し出し、アニメのエンゼルが踊る。後期は実写のエンゼルが空を飛ぶものに変更された。
- 番組とCMの密接な関係を築くため一時期、過去に番組内で放送した映像を使用していたが、2007年（平成19年）以降は、幼稚園の一日に密着したものが使用された。撮影は東京都内の幼稚園で行われた。
- 2000年代のCMでのエンゼルの歌はアナム・マキ、広瀬香美、おおたか静流&エレルヘイン少女合唱団、tarachineの岸真由子といった面々が担当してきた。演奏にトイピアノなどが使用された。

### 番組提供
- 太字で記載されているものは単独提供番組、斜体は複数提供の筆頭スポンサー。稀に特別番組で筆頭提供することもある。
- G表記があるのはモリナガグループ提供（森永製菓・森永乳業共同提供）番組。in表記はinゼリー名義（旧ウイダーinゼリー名義も含む）での提供。
- CCはカウキャッチャー、HHはヒッチハイク、PTはパーティシペーション。
- 過去提供番組中、◇がついているものは現在も継続中。

#### テレビ番組

##### 現在の提供番組
日本テレビ系
- 世界まる見え!テレビ特捜部 - 2014年4月 - 2018年9月[注 21]、2022年1月 -

それ以外にも通信販売番組として「森永製菓テレビショッピング」を放送することがあるが、主に衛星放送（BS・CS）のみに限られている。

##### 過去の主な提供番組
- 皇太子ご成婚パレード中継（日本テレビ系、フジテレビ系 1959年（昭和34年）4月10日。G）

日本テレビ系
- 森永エンゼルショー - 1960年代の森永冠提供番組（放送時期不明）
- 大相撲中継[注 22]
- 三ばか大将→新・三ばか大将
- エンゼルのいる星 〜あなたの一番たいせつなもの〜（※関東ローカル、BS日テレ。G）
- 伊賀野カバ丸
- 六神合体ゴッドマーズ
- キン肉マン[注 7]
- 兄弟拳バイクロッサー
- 電脳警察サイバーコップ
- 闘将!!拉麵男
- 天才・たけしの元気が出るテレビ!! - 1988年10月から1996年3月まで。60秒
- 進め!電波少年 → 進ぬ!電波少年
- ◇名探偵コナン（読売テレビ製作）
- エンタの神様（レギュラー放送時代）[注 23]
- ◇ダウンタウンのガキの使いやあらへんで! 笑ってはいけないシリーズ（隔年）
- 嵐にしやがれ[注 23]
- ◇満天☆青空レストラン - 2018年4月7日 - 不明
- 土曜ドラマ 二月の勝者
- AKB1じ59ふん!→AKB0じ59ふん!→AKBINGO! - ※関東ローカル、in
- 欽ちゃん&香取慎吾の全日本仮装大賞グランドチャンピオン大会in万博（2025年5月26日）
- 1億人の富士山（山梨放送）

TBS系
- 宇宙少年ソラン
- 冒険ガボテン島
- キャプテン・スカーレット
- サスケ
- でっかくいこう
- おしゃべりゲーム それホント?→笑うんだもんね!
- アンドロメロス - 関東ローカル
- 浅田真央 ドリーム・ラボ in（2009年（平成21年）4月 - 2010年（平成22年）3月）- ※関東ローカル
- 木曜20:00枠の連続ドラマ（『ビートたけしの学問ノススメ』まで） - エンゼルマーク付きの提供クレジット画面を使用
- 8時だョ!全員集合（1977年の「第19回日本レコード大賞」・2部」でもスポンサー）60秒（1970年代）[注 24]
- お笑い頭の体操→クイズダービー→クイズテレビずき!（ロート製薬提供）HH - 森永ラムネなどのCMが放送された。
- クイズ100人に聞きました HH - 複数社提供に移行された1982年4月以降。
- MBS（毎日放送）製作金曜19時枠（『じゃりン子チエ』『銀河漂流バイファム』ほか）
- 超時空シリーズ（MBS製作。『超時空要塞マクロス』～『超時空騎団サザンクロス』の3作）
- 金曜テレビの星!
- さんまのSUPERからくりTV - 1997年（平成9年）4月 - 2002年（平成14年）3月まで
- 中居正広の金曜日のスマたちへ - 2002年（平成14年）4月 - 2008年（平成20年）3月まで。
- 社会科ナゾ解明TV「ひみつのアラシちゃん」
- 地球感動配達人 走れ!ポストマン（MBS製作）
- ざっくりマンデー!!
- 解禁!(秘)ストーリー 〜知られざる真実〜
- リンカーン[注 23]
- ◇S☆1（日曜日のみ）
- ◇マツコの知らない世界

フジテレビ系
- 森永スパーク・ショー[12]
- おらぁグズラだど[注 25]
- ドカチン
- 夜のヒットスタジオ（→DELUXE→SUPER）[注 9] 60秒
- 平日正午枠の帯バラエティ番組
  - お昼のゴールデンショー→ハイヌーンショー→爆笑ゴールデンショー→三平・美どりのドキドキ生放送→愛情ゼミナール→お昼のスペシャル→やりくりクイズ30万に挑戦→クイズタッグマッチ→12時開演!→お茶の間スペシャル→日本全国ひる休み→笑ってる場合ですよ!
  - 森田一義アワー 笑っていいとも![注 26] - 1992年（平成4年）までナショナルスポンサーだった。
- オレたちひょうきん族
- 笑っていいとも!増刊号 - 2000年（平成12年）まで関東ローカルスポンサー
- 夕やけニャンニャン
- ザ・ウォッチング!!
- ウッチャンナンチャンのやるならやらねば!
- タモリのボキャブラ天国 - 第1期（1992年（平成4年）10月〜1993年（平成5年）9月）のみ。
- クイズ!年の差なんて
- チョット待った!!
- クイズ&ゲーム太郎と花子（1991年4月～1992年3月）60秒
- クイズ!超選択 60秒
- 志村けんのだいじょうぶだぁ（〜1993年9月）
- 平成初恋談義 → ゲッパチ!UNアワー ありがとやんした!?
- HEY!HEY!HEY! MUSIC CHAMP in（一時期）[注 27]
- VivaVivaV6
- 新堂本兄弟 PT（一時期）
- 土曜18:30枠のアニメ - エンゼルマーク付きの提供クレジット画面を使用[注 28]
  - 『タイムボカン』〜『OKAWARI-BOY スターザンS』（この間一時提供中止[注 29]）→『ゲゲゲの鬼太郎』（第3作）〜『烈火の炎』（この間枠中断[注 30]）→『花さか天使テンテンくん』
- 爆笑レッドシアター
- 火曜21:00枠連続ドラマ（第2期）
- 爆笑!大日本アカン警察
- 日曜18:00枠のアニメ
  - 『ハクション大魔王』〜『一発貫太くん』〜『未来警察ウラシマン』[注 31]（この間中断[注 32]）
  - 『あんみつ姫』〜『ツヨシしっかりしなさい』
  - ◇『ちびまる子ちゃん』[注 33]
- あいつがトラブル
- ボクたちのドラマシリーズ - 第2期（1993年（平成5年）10月〜1994年（平成6年）3月、土曜20時枠）[注 34]
- 水曜劇場 [注 35]
- はねるのトびら（2012年4月 - 9月）
- ◇ONE PIECE[注 36]
- ◇ノイタミナ[注 37]
- ドラゴンボール改（第1期）[注 36]
- 情報プレゼンター とくダネ! - 金曜日後半スポンサー
- すぽると!&ニュース（土曜日）
- 脳テレ〜あたまの取扱説明書（トリセツ）〜（仙台放送制作、2008-2010）[注 38]
- ◇世界フィギュアスケート選手権（隔年3月）
- 世界体操競技選手権（隔年）[注 39]
- ◇出雲駅伝（2018年から）
- ◇FNS歌謡祭（毎年12月）
- ドラゴンクエスト
- キャプテン翼J
- めちゃ2イケてるッ!
- VS嵐
- ◇めざましテレビ（金曜日）
- ◇さんまのお笑い向上委員会[注 40]
- ◇世界の何だコレ!?ミステリー
- ◇ノンストップ!
- でんじろうのTHE実験
- ◇芸能人が本気で考えた!ドッキリGP
- ◇新しいカギ
- サスティな! - 60秒提供。2022年4月の放送開始から提供したが、2025年1月18日分で提供打ち切り[注 41]
- 千鳥のクセスゴ![注 42] - 2022年4月から提供していたが、2025年1月で提供打ち切り[注 41]
- ◇FNSの日（第1回から毎年提供）
- ◇全国大学対校男女混合駅伝競走大会（関西テレビ、毎年2月）in

テレビ朝日系
- 狼少年ケン
- 出没!!おもしろMAP - 番組の1コーナーとしてムキムキマンによる『エンゼル体操』があった。
- ◇スーパー戦隊シリーズ [注 43][注 36]
- 名古屋テレビ（NBN・メ〜テレ）制作アニメ
  - NBN土曜夕方枠（『聖戦士ダンバイン』〜『機甲戦記ドラグナー』）[注 44]
  - 勇者シリーズ[注 45]
- ガンダムシリーズ[注 46][注 36]
- ABC（朝日放送テレビ）制作日曜8時30分枠アニメ（『GS美神』→『ママレード・ボーイ』→『ご近所物語』→『花より男子』→『夢のクレヨン王国』→『おジャ魔女どれみ』→『おジャ魔女どれみ#』）
- 美少女戦士セーラームーンシリーズ - テレビアニメ版（1992年（平成4年）-1997年（平成9年））[注 47][注 36]
- ◇クレヨンしんちゃん[注 36]
- キューティーハニーF
- ◇仮面ライダーシリーズ（『仮面ライダー剣』〜『仮面ライダー響鬼』）[注 36][注 48]
- マシュランボー
- 13時ショー→◇徹子の部屋（NET時代）
- はなきんデータランド
- スーパーモーニング
- いきなり!黄金伝説。
- ◇ロンドンハーツ[注 24]
- ◇アメトーーク!
- パネルクイズ アタック25（ABC制作、児玉清司会時代、時期不明）PT
- シルシルミシル[注 49]
- 今夜、誕生!音楽チャンプ
- WBC2013 第2ラウンド 台湾-日本戦 in

テレビ東京系
- ヤングTOUCH
- 天空戦記シュラト
- 宇宙の騎士テッカマンブレード
- 超光戦士シャンゼリオン（1996年4月 - 9月）
- キョロちゃん[注 50]
- キン肉マンII世（深夜枠以外）
- 無限戦記ポトリス→幻影闘士バストフレモン
- SDガンダムシリーズ（『SDガンダムフォース』『SDガンダム三国伝 Brave Battle Warriors』）
- アソボット戦記五九[注 51]
- ファイテンション☆テレビ
- あにゃまる探偵 キルミンずぅ
- ◇日経スペシャル カンブリア宮殿
- 妖怪ウォッチシリーズ[注 36][注 52]

その他
- キョロちゃん（TOKYO MX再放送、週1回）
- Fのキセキ（BS日テレ）
- SING（スペースシャワーTV）

他多数

#### ラジオ番組

##### 現在の提供番組
- KinKi Kids どんなもんヤ!（文化放送 月〜水「レコメン!」内包番組）

ほか

##### 過去の提供番組
民放初期（昭和20〜30年代）
- 森永エンゼルタイム（ラジオ東京 （現：TBSラジオ）ほか）[注 53]
- 森永エンゼルクイズ（ラジオ東京 （現：TBSラジオ）ほか）
- 森永スポーツニュース（NCB（日本文化放送協会） → 文化放送（QR）ほか）

ほか
昭和40年代〜令和
- 陳平・花の予備校（ニッポン放送、1968年（昭和43年） - 1969年（昭和44年））
- 陳平の青春道場（ニッポン放送、1969年（昭和44年） - 1971年（昭和46年））
- ハイクラウン・サンデーデイト アルバムベストテン（ニッポン放送、1970年代）
- 新宿音楽祭（文化放送）
- コッキーポップ（ニッポン放送。YAMAHA提供、1970年代末期に共同提供）[注 54]
- （國明・クーコ→塚越孝・ヘレンの）サンデー新曲ベストテン（ニッポン放送）
- くり万・芳恵の学校ぐるみ放課後ベストテン（ニッポン放送）
- ヨッちゃんの青春ド真ん中（文化放送「吉田照美のてるてるワイド」内。1981年（昭和56年） - 1983年（昭和58年）ごろ）[注 55]
- おニャン子のあぶない夜だよ（ニッポン放送「三宅裕司のヤングパラダイス」内。1986年（昭和61年） - 1987年（昭和62年））[注 56]
- 河合その子 拝啓その子です（ニッポン放送、1986年（昭和61年）4月 - 9月）
- おちゃめな夜だよいたずらレモン（ニッポン放送「三宅裕司のヤングパラダイス」内。1987年（昭和62年） - 1990年（平成2年））[注 56]
- CoCo恋は大騒ぎ（ニッポン放送「内海ゆたおの夜はドッカーン!」→「伊集院光のOh!デカナイト」内。1990年（平成2年） - 1993年（平成5年））[注 55]
- 東幹久 今夜もブレイク（ニッポン放送「伊集院光のOh!デカナイト」内。1993年（平成5年））[注 55]
- 木村拓哉のWhat's UP SMAP!（TOKYO FM系）※ 森永一社提供だった時期あり。
- Weider POWER YOUR MORNING（J-WAVE 月 - 木曜「TOKYO MORNING TIMES」内、6:25 - 6:35）W
- Weider POWER YOUR WEEKEND（J-WAVE 金曜「〜JK RADIO〜TOKYO UNITED」内、6:25 - 6:35）W
- ◇こんちわコンちゃんお昼ですょ!（MBSラジオ、コーナー提供）[注 57]

など、多数

### スポンサー協賛・イベント

#### 公式スポンサー
- 森永賞 - 大相撲の懸賞金。東京開催場所（1・5・9月場所）のみ。[注 58]
- スポーツイベント各種 - 主にinゼリー名義で協賛
- ワールドアスレティックス - 公式サポーター
- キッザニア東京 - お菓子工場を出展
- キッザニア甲子園 - お菓子工場を出展
- ROCK IN JAPAN FESTIVAL - ロッキング・オンが企画制作する日本最大級の野外ロックフェスティバル。ポテロング名義で協賛[注 59]
- 王将戦 - 将棋の棋戦の1つ。第71期（2021年度）タイトル戦より協賛（inゼリー名義）[35]

など
過去
- 大阪万博（1970年（昭和45年）、大阪市千里丘陵） - 「木曜広場」の空中ビュッフェの設営を担当（森永グループとして参加）。
- 科学万博—つくば'85（1985年（昭和60年）、茨城県筑波郡 現：つくば市）- ビスタライナー（泉陽興業）の公式スポンサーに。車体にMORINAGAのロゴを表記[注 60]
- a-nation - avex主催の野外ライブイベント。ウィダーinゼリー名義で協賛[注 61]
- 東京ディズニーリゾート - 公式スポンサー（東京ディズニーランド「キャッスルカルーセル」および東京ディズニーシー「キャラバンカルーセル」）だったが、2006年（平成18年）9月3日付で契約を解消した。
- LIVE STAND09 - 吉本興業が企画制作し、ロッキング・オンが運営するお笑いフェスティバル。2009年（平成21年）、森永がスポンサー協賛に参加した。

など

#### 森永主催イベント
- キョロちゃん夢ファンタジーミュージカル（毎年、全国20ヶ所で開催）
- 森永リトルエンゼル無人島探検隊（毎年夏、小学生を対象とした野外活動）
- 伊賀エンゼル自然塾（三重県伊賀上野。2008年（平成20年）より毎年夏に開催している小学生を対象とした野外活動）

など多数
過去
- 森永母の日大会（昭和10年代、「森永母を讃える会」主催で母の日普及活動を展開）
- 学生キャンプストア（昭和20～30年代）

など

#### CSR
- 2006年より、地方自治体と共同で「防災のしおり」を作成している[36]。

## テレビ番組
- 日経スペシャル カンブリア宮殿 多種多様なロングセラー・・・ 定番を進化させる独自戦略（2021年9月2日、テレビ東京）[37]。

## 書籍

### 関連書籍
- 『森永製菓 100年続くブランド力育成術』（著者:バラエティ・アート・ワークス「まんがで学ぶ成功企業の仕事術」制作班）（2014年6月30日、朝日新聞出版）ISBN 9784022682109

## 関連人物
- 太田雄貴 - 元フェンシング選手で、北京オリンピック銀メダリスト。ウイダー事業本部に勤務していた。前述通り、製品CMのほかにも2013年4月以降は森永製菓CMのサウンドロゴ画面に登場していた。
- 東京プリン - メンバーの伊藤洋介が山一證券退社後、森永製菓広告部に勤務していた。
- 碇矢浩一 - ザ・ドリフターズのリーダーで俳優のいかりや長介の長男。森永製菓広告部に勤務していた。
- 牧野講平 - 「ウイダートレーニングラボ」所属のストレングス&コンディショニングコーチ。ウイダートップアスリートサポートプロジェクトにおいて浅田真央（フィギュアスケート選手、バンクーバーオリンピック銀メダリスト）をトレーニング面でサポートし、専属スタッフとして帯同[38]。
- 河南こころ - 管理栄養士。トップアスリートサポートプロジェクトにおいて浅田真央を栄養面でサポート[38]。
- 江文也 - 社歌作曲者。
- 安倍昭恵 - 創業家一族の出身。

## 不祥事・事件・問題
- 2022年3月13日：お客様情報が流出。
- 2019年4月23日：公正取引委員会は、当社が菓子などの製造委託先5社に支払う代金を不当に計958万2,853円減額したのは下請法違反に当たるとして、再発防止を勧告した[39][40]。
- グリコ・森永事件：詳細は当該項目を参照のこと。